# 山本厚三
山本 厚三（やまもと こうぞう、1881年（明治14年）5月29日 - 1950年（昭和25年）1月18日）は、日本の実業家、政治家。衆議院議員。旧姓・平沢。

## 経歴
長野県下伊那郡飯田町（現・飯田市）で平沢家に生まれる。1903年6月、東京高等商業学校を卒業。外交官を目指したが、同年8月、北海道松前郡福山町の富豪、3代山本久右衛門の養子となる。1906年、一年志願兵として入隊し、陸軍三等主計まで昇進して除隊。その後、養父が小樽区に移りその事業を補佐。小樽区会議員、小樽市会議員、小樽商工会議所顧問、小樽倉庫社長、小樽商船社長、北日本汽船取締役、北海道製綿取締役、大正製麻取締役、小樽新聞取締役、北海道練乳監査役、定山渓鉄道監査役、松前造林 (資) 社長などを歴任。小樽港湾計画の推進に尽力した。
1920年5月、第14回衆議院議員総選挙において北海道第二区で憲政会所属で出馬し当選。以後、第21回総選挙まで連続8回の当選を果たした。この間、濱口内閣・鉄道参与官、廣田内閣・文部政務次官、立憲民政党衆議院院内総務などを務めた。1943年、北海道商工経済会の初代会頭に就任。
1946年、翼賛政治体制協議会推薦議員のため公職追放となり、永年秘書を務めた椎熊三郎を後継者に指名し政界を引退した。

## 逸話

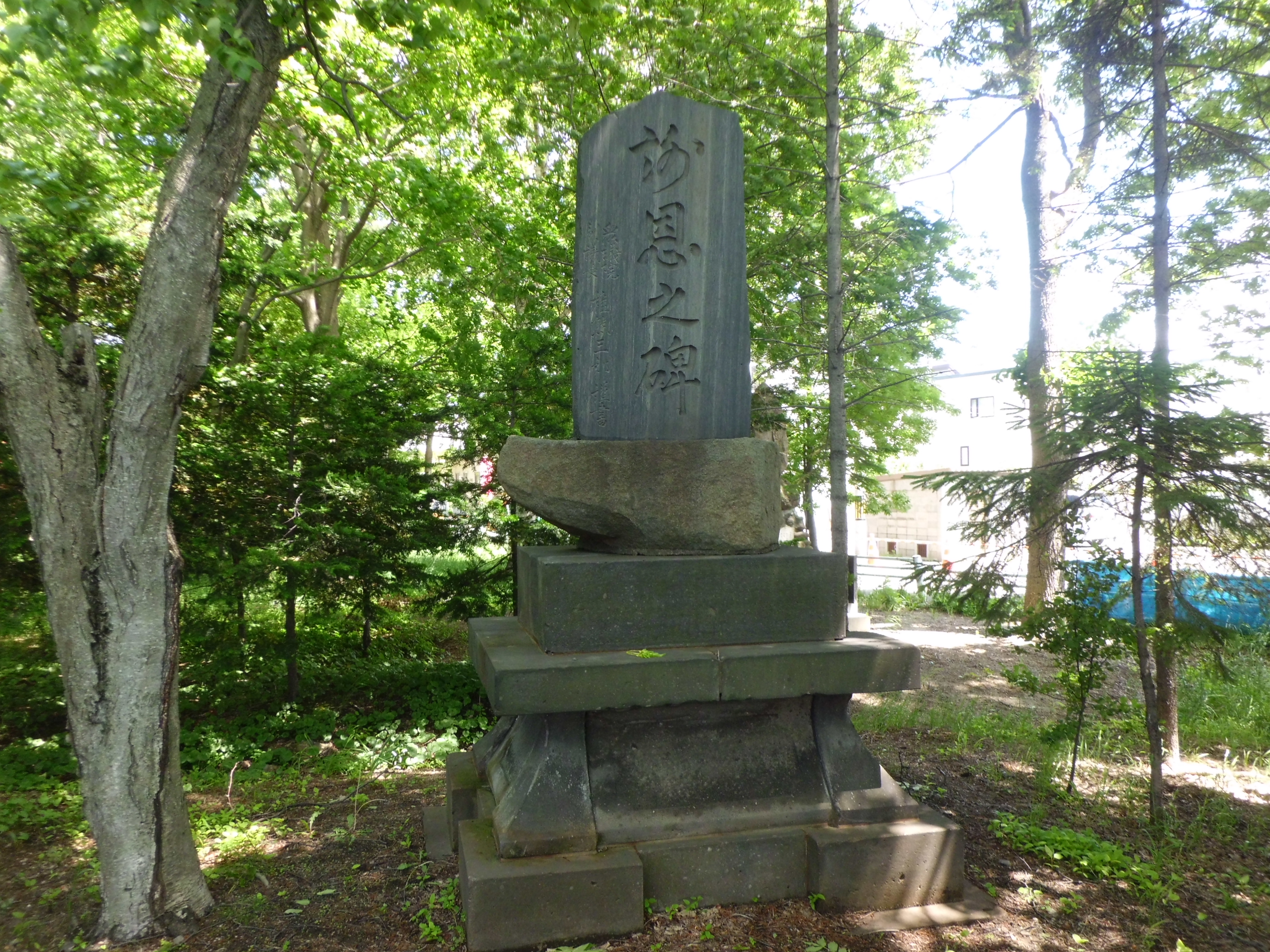
山本稲荷神社の謝恩之碑

1934年には、父の跡を継いで札幌に広大な田畑を切り拓いた功績から、その土地の一帯が「山本」と命名され、厚別区厚別町山本としてその名を残している。
厚三が地主を務めた山本農場は1944年、戦後の農地改革に先駆けて農地の全域を低価格で開放し、小作人の自立を図った。山本地区開墾50周年を迎えた1958年には、このときの感謝の意を込めて「謝恩之碑」が建てられた。
小樽市富岡の立正佼成会小樽教会は、一時期山本の邸宅だった。

## 親族
2歳下の弟敏蔵は他家と養子縁組をして広谷姓を名乗り小樽市議会議員を務め、その息子である広谷俊二は日本共産党中央委員を務めた。9歳下の末弟平沢亮造は小樽の実業家として名を馳せ、北海道体育協会2代目会長をはじめ多数の公職を得た。

## 著作
- 『興亜議会を顧て:第七十四議会の報告』山本厚三事務所、1939年。